# Donker spikkeldikkopje
Het Donker spikkeldikkopje (Pyrgus cacaliae) is een vlinder uit de familie van de dikkopjes (Hesperiidae). De wetenschappelijke naam is voor het eerst gepubliceerd in 1839 door Jules Pierre Rambur.

## Verspreiding
De soort komt voor in de Alpen (Zuid-Duitsland, Zwitserland, Liechtenstein, Oostenrijk, Slovenië, Frankrijk en Italië), de Pyreneeën (Andorra en Spanje), het Bucegigebergte (Roemenië) en het Rilagebergte (Bulgarije).

## Habitat
De vlinder houdt zich op in beschutte laagten in alpien grasland tussen 1800 en 2800 meter hoogte.

## Levenscyclus
De rups leeft op Potentilla aurea, Potentilla crantzii en Potentilla erecta van de rozenfamilie (Rosaceae). De soort heeft één generatie van juni tot in augustus.